# Stadtkirche Schwetzingen

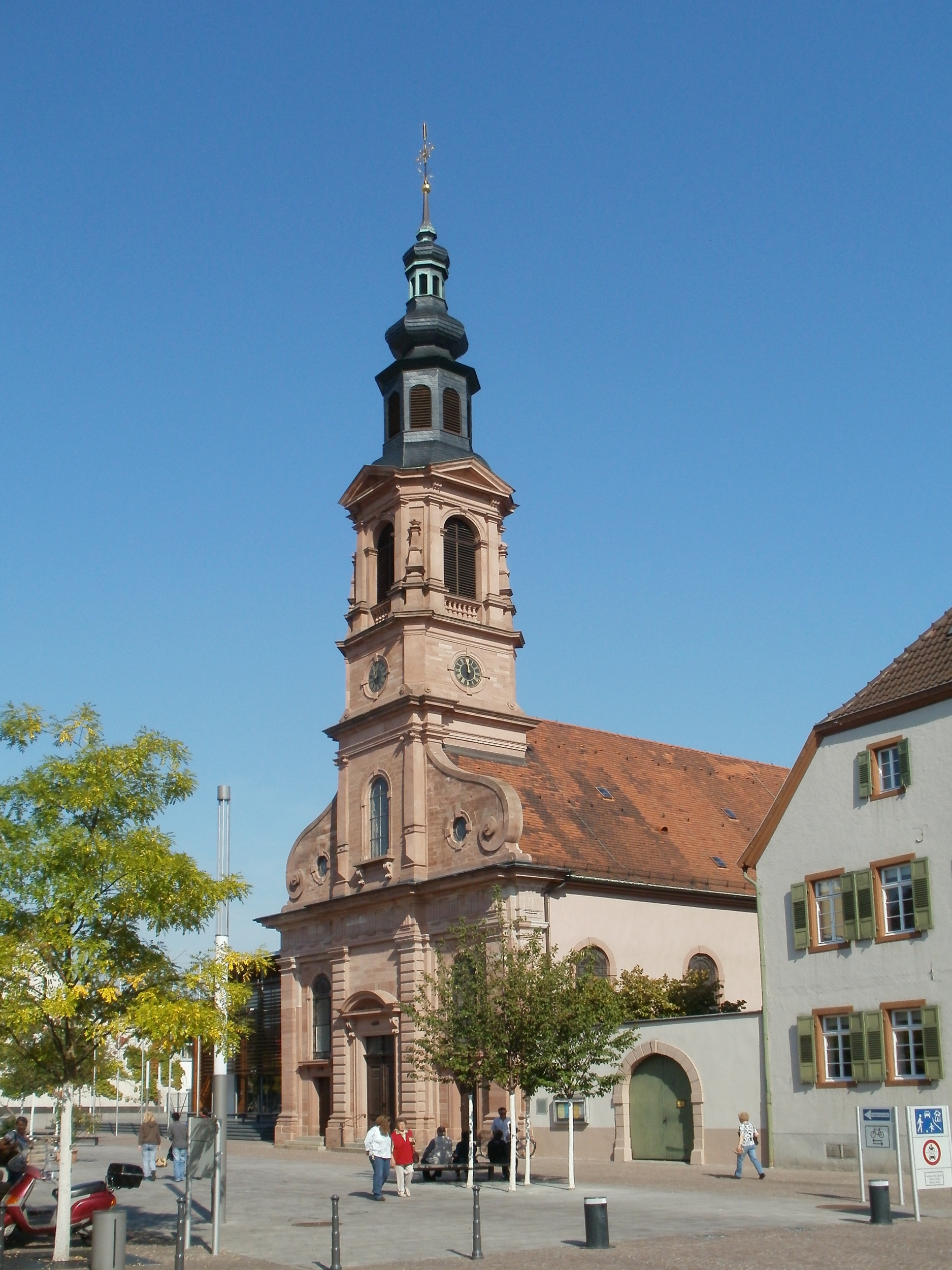
Stadtkirche Schwetzingen

Die Evangelische Stadtkirche steht in Schwetzingen, einer Stadt im Rhein-Neckar-Kreis in Baden-Württemberg. Das Bauwerk ist beim Landesamt für Denkmalpflege Baden-Württemberg als Baudenkmal eingetragen. Die Kirchengemeinde gehört zum Kirchenbezirk Südliche Kurpfalz der Evangelischen Landeskirche in Baden.

## Beschreibung

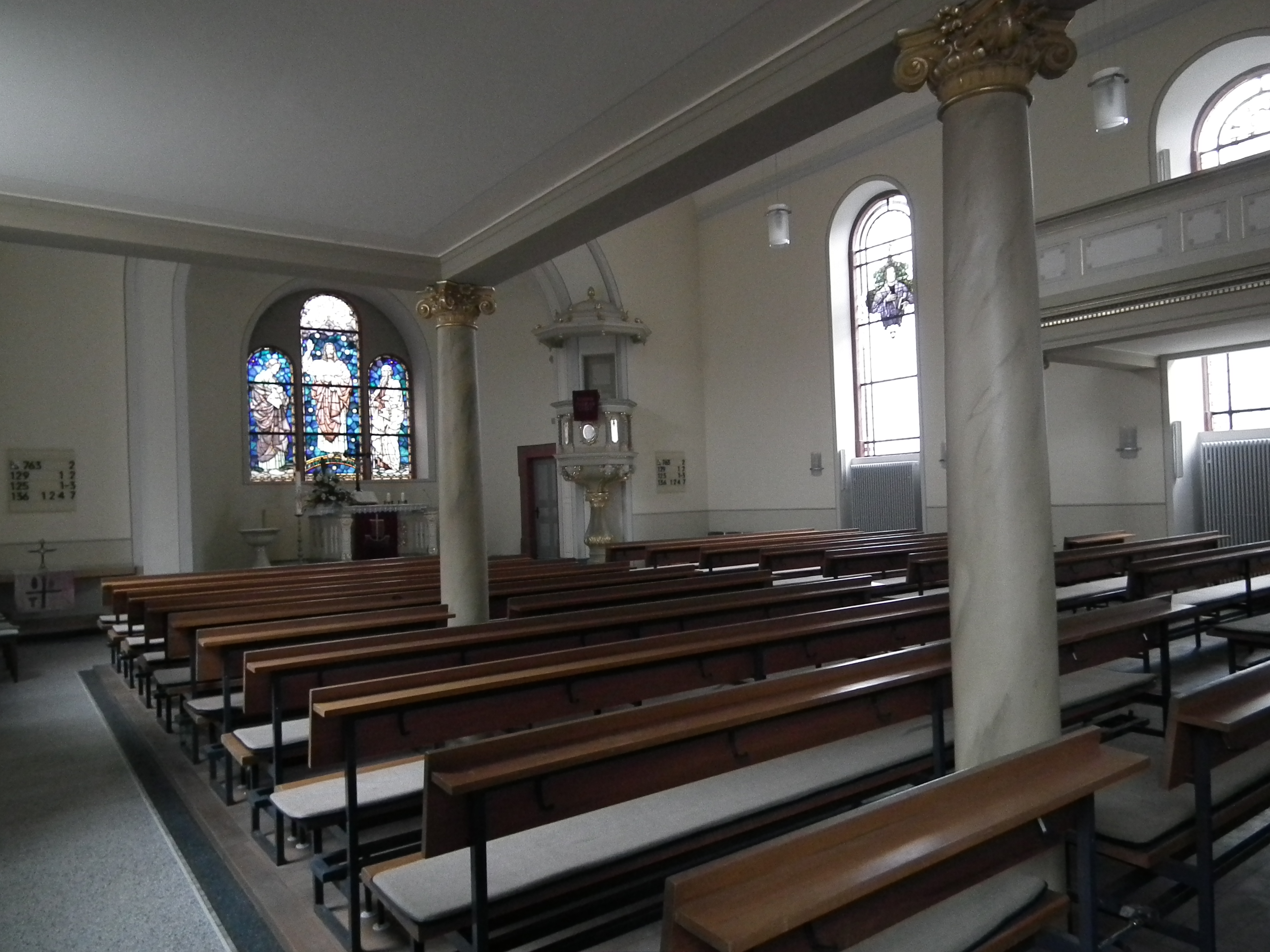
Innenraum

Die von den Reformierten 1756 erbaute barocke Saalkirche wurde 1884/88 nach Plänen von Hermann Behaghel erweitert. Dabei erhielt sie eine durch Pilaster dreigeteilte Fassade, die mit einem Schweifgiebel abschließt. 
In der Mitte ist der Kirchturm eingestellt, in dessen Geschoss mit abgeschrägten Ecken oberhalb des Schweifgiebels die Zifferblätter der Turmuhr untergebracht sind. Das darüber liegende Geschoss enthält hinter den von Fialen flankierten Klangarkaden den Glockenstuhl. Den achteckigen schiefergedeckten Turmabschluss bildet eine doppelte, von jeweils einer Zwiebelhaube bekrönte Laterne.
Im Glockenstuhl hängen vier Kirchenglocken in der Stimmung e′ - g′ - a′ - c″. Die drei größeren Glocken wurden 1951 von der Glockengießerei Bachert gegossen und tragen die Namen „Glaube“, „Hoffnung“ und „Liebe“. Die vierte Glocke wurde 1887 von der Gießerei Hamm in Frankenthal gegossen und heißt Einheitsglocke. Sie erinnert an die Vereinigung der reformierten und lutherischen Gemeinden im Jahr 1821.
Die Orgel wurde 1995 von der Förster & Nicolaus Orgelbau erbaut. Sie verfügt über 27 Register auf zwei Manualen und Pedal.